# Diecéze Haarlem-Amsterdam
Diecéze Haarlem-Amsterdam (latinsky Dioecesis Harlemensis-Amstelodamensis) je římskokatolická diecéze v Nizozemsku, která je sufragánní diecézí metropole v Utrechtu. Katedrálním kostelem je dóm sv. Bavona v Haarlemu, území diecéze se kryje s územím nizozemských provincií Severní Holandsko a částí provincie Flevoland. 

## Stručná historie
V roce 1559 byla spolu se třinácti dalšími diecézemi ve španělském Nizozemí zřízena i diecéze Haarlem. Její hranice, farnosti a celková podoba však byly dány až v roce 1561. Zanikla již na sklonku 16. století v důsledku vlády kalvinismu, ale i když nebyl jmenován biskup, katedrální kapitula u kostela sv. Bavona diecézi nadále spravovala. Již v roce 1592 byl jmenován apoštolský vikář, roku 1622 vznikla tzv. Missio Hollandica (Hollandse Zending). Už roku 1617 byla v Lovani otevřena katolická kolej Collegium Pulcheriae Mariae Virginis, jejímž prvním rektorem se stal Cornelius Jansen. V důsledku starokatolického (utrechtského) schizmatu, které se dotklo i části haarlemské kapituly, vznikla starokatolická diecéze haarlemská (1727). Kapitula byla papežem zbavena výjimečných pravomocí, ale dál existovala. Roku 1827 chtěl papež Lev XII. v souvislosti s uzavřením konkordátu zřídit diecézi v Amsterdamu, ale kvůli odporu části nizozemské společnosti i belgických katolíků k tomu nedošlo. Až v roce 1853 byla diecéze v Haarlemu obnovena a v roce 2009 dostala současný název.